# Elisabethkirche (Graz)

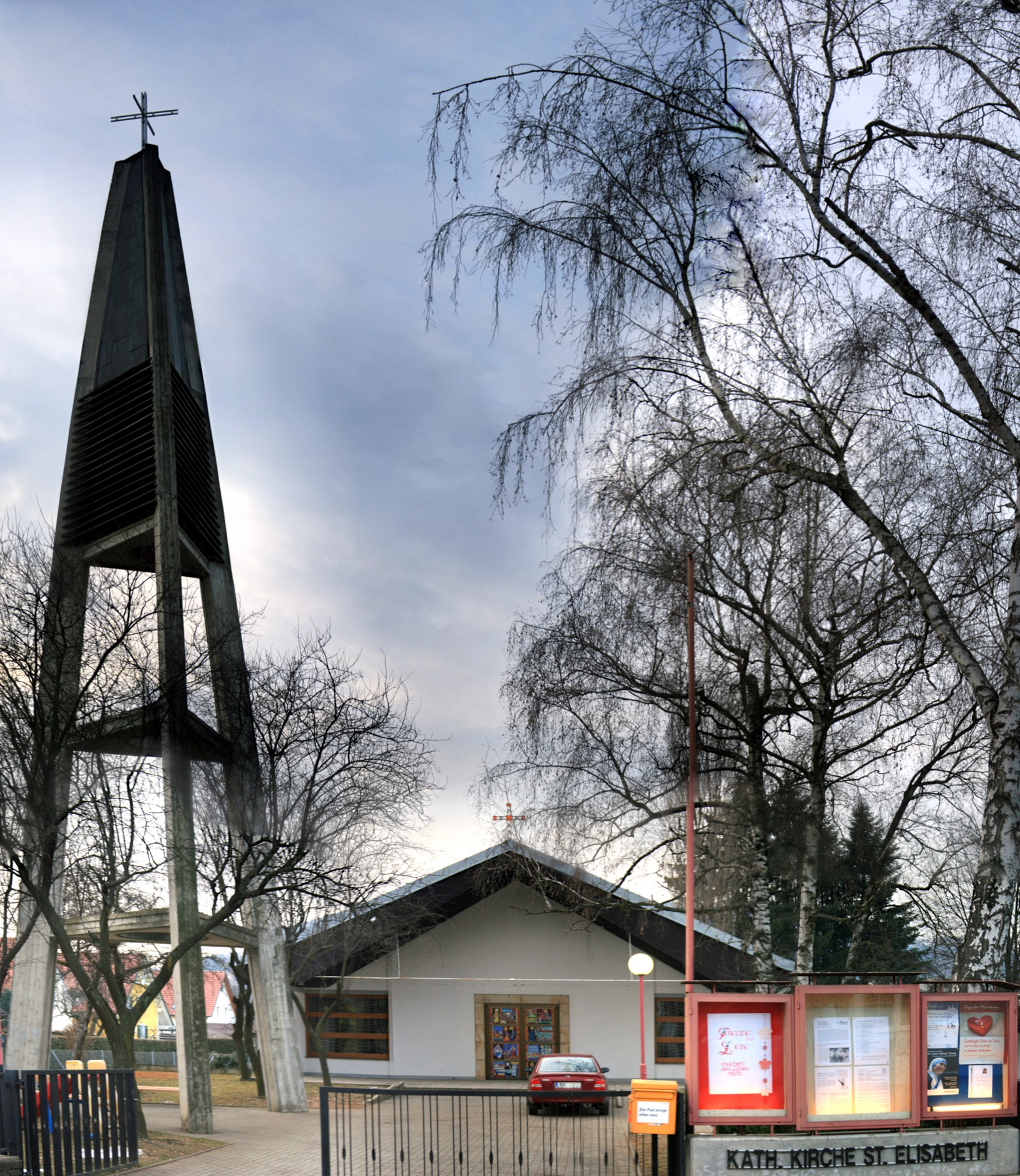
Außenansicht

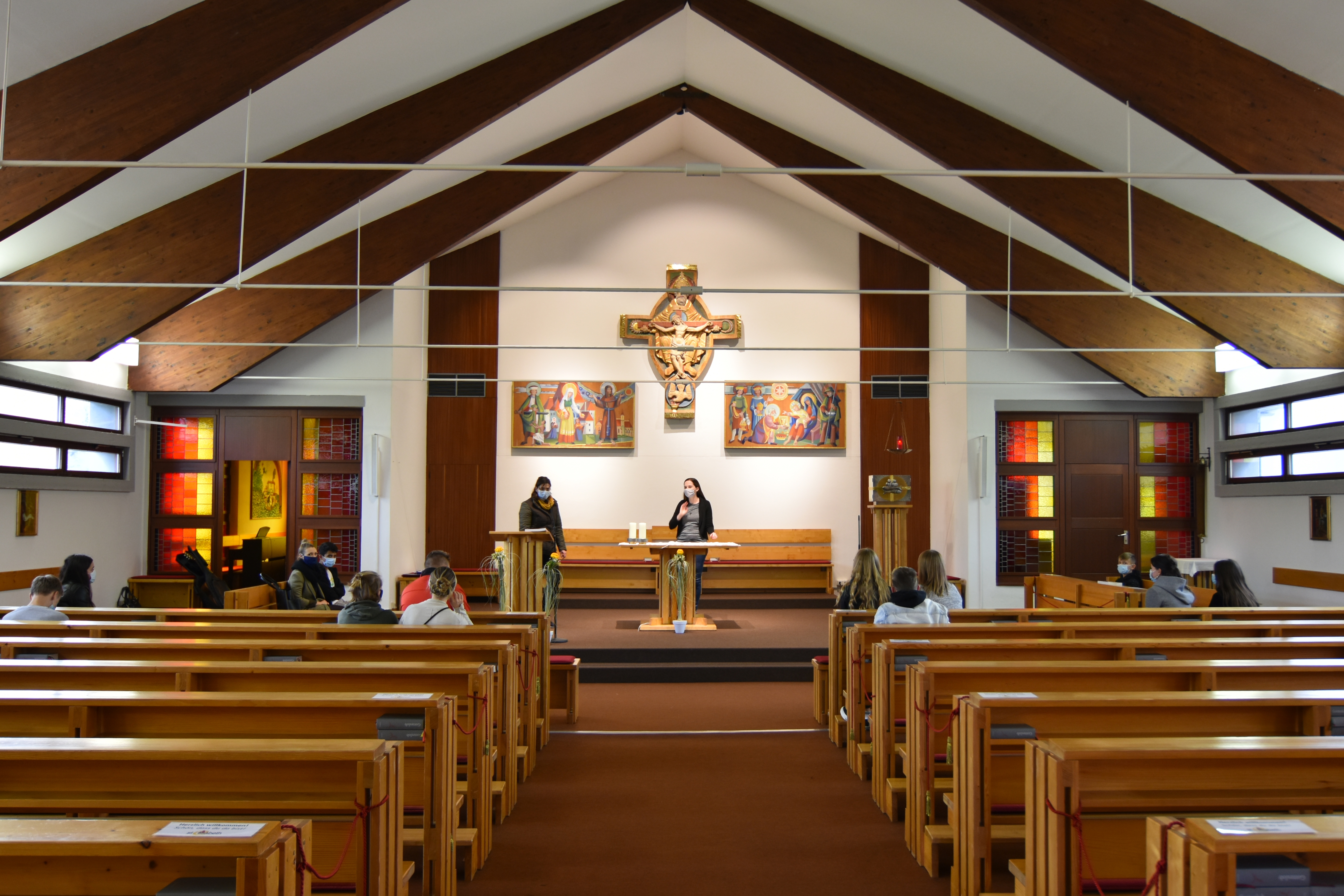
Innenansicht der Kirche

Die Elisabethkirche ist eine römisch-katholische Kirche im 16. Grazer Gemeindebezirk Straßgang. Sie ist der heiligen Elisabeth geweiht. 

## Geschichte und Gestaltung
Bei der Pfarre Graz-St. Elisabeth in Webling handelt es sich um die jüngste Grazer Pfarrgründung. Sie bildet mit der Straßganger Pfarre einen Verband. In den 1960er-Jahren entstand in Webling eine Einfamilienhaussiedlung und 1972 wurde die schlichte Elisabethkirche geweiht. Die Kirche besitzt einen rechteckigen Grundriss und ein einfaches Pultdach. Erst nach und nach wurde das Gebäude zu einem Sakralbau umgebaut, und ein sich nach oben verjüngender Glockenträger wurde als sichtbares Element hinzugefügt. 
An drei Seiten umstehen Bankreihen den Holzaltar. Auf Holztafeln finden sich Abbildungen der Pfarr- und Kirchenpatronin, des heiligen Martin und der Heiligen Drei Könige. Die Bilder stammen vom weststeirischen Künstler Franz Weiß (siehe Signatur auf den Bildern) aus 1972.
Im linken hinteren Teil der Kirche befindet sich der Weihwasserkessel über dem ein geschnitztes Bild einer Schutzmantelmadonna hängt.

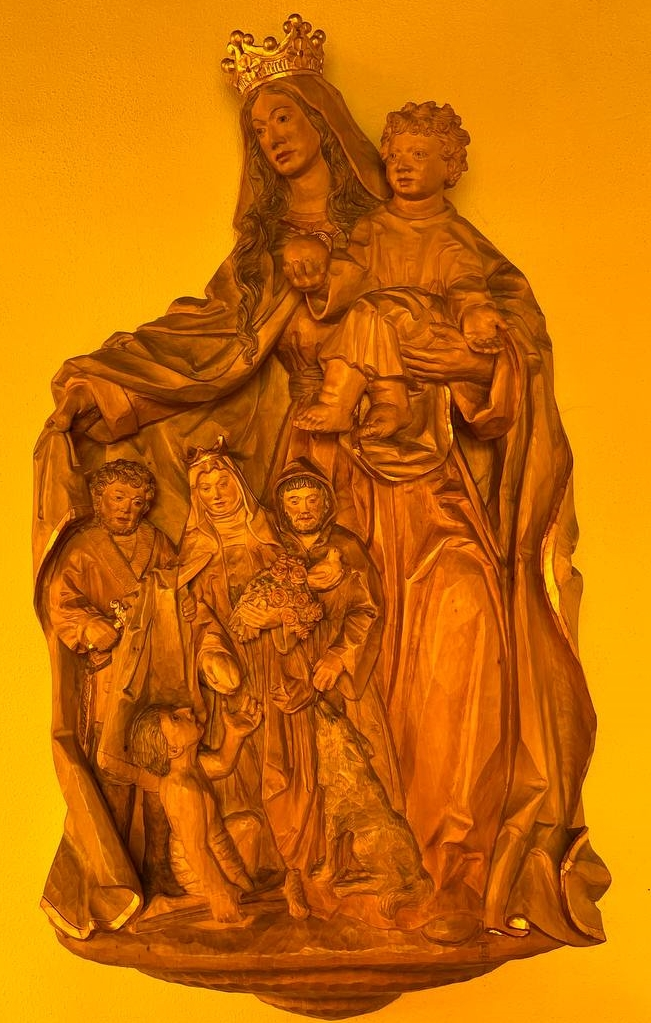
Schutzmantelmadonna mit vier Menschen unter dem Schutzmantel der Heiligen Maria

Vom Spätexpressionisten Werner Augustiner stammen die Kreuzwegbilder, und am Kirchenportal sind acht Emailbilder angebracht.